# Wypławek biały
Wypławek biały (Dendrocoelum lacteum) – pospolity płaziniec stojących wód słodkich, o długości do 3 cm. Wypławek biały prowadzi drapieżny tryb życia. Budowa wewnętrzna wypławków uznawana jest za typową dla całego typu płazińców.
Ciało tworzy wór skórno-mięśniowy wypełniony narządami oraz komórkami parenchymatycznymi. Wór okrywają komórki nabłonkowe zaopatrzone w liczne gruczoły produkujące śluz. Na brzusznej i bocznej części ciała nabłonek zaopatrzony jest w rzęski. Przednie części ciała tworzy charakterystyczny trójkąt z parą prostych oczu.
Wypławek biały jest zwierzęciem, na którym przeprowadza się wiele eksperymentów w naukach biologicznych i behawioralnych ze względu na jego łatwe rozmnażanie i dużą zdolność regeneracji.